# Sam va lentín
Sam va lentín és un mem d'internet originalment en castellà creat a partir de l'any 2011. Està inspirat en la pel·lícula El senyor dels anells: La Germandat de l'anell i mostra dos personatges de la pel·lícula: Sam i Frodo Saquet. El mem es feu popular a l'internet hispanoparlant a  com a joc de paraules amb la festivitat de Sant Valentí i el fet que el personatge de Sam caminara més a poc a poc que Frodo, per la qual cosa es feia el joc de paraules que el personatge caminava lentament (va lentín, en una forma col·loquial del castellà original).
El mem es va anar compartint massivament les jornades prèvies i durant el dia de Sant Valentí i, amb el temps esdevingué un referent en si mateix, per la qual cosa els internautes en van començar a compartir les seues pròpies versions i reapropiacions, en què variaven alguns dels elements de la creativitat original. L'any 2021, l'actor que interpretava Samseny a la pel·lícula original, Sean Astin, en va fer una broma al respecte a Twitter.